# Саратовская областная универсальная научная библиотека
Сара́товская областна́я универса́льная нау́чная библиоте́ка — крупная библиотека, а также культурный и информационно-образовательный центр Саратовской области.

## История
Библиотека была открыта 4 марта 1831 года по инициативе президента Императорского Вольно-экономического общества графа Н. С. Мордвинова.
Вначале это было небольшое собрание книг и журналов, перемещавшееся из одного помещения в другое. Читателей также было немного. В 1899 году библиотеку перевели в только что построенное по проекту архитектора Н. М. Проскурнина здание Народной аудитории. К тому времени  её коллекции уже составляли более десятка тысяч томов.

## Фонды
Учреждение располагает обширными фондами, кроме современных изданий имеется много экземпляров редких книг и журналов (XVIII — начала XX вв.).

## Организационная структура[2]
| Подразделение                                           | Адрес                                               |
| Общий читальный зал и зал текущих периодических изданий | ул. Горького, 40 51°32′02″ с. ш. 46°01′55″ в. д.    |
| Абонемент                                               | ул. Горького, 40 51°32′02″ с. ш. 46°01′55″ в. д.    |
| Информационно-библиографический отдел                   | ул. Горького, 40 51°32′02″ с. ш. 46°01′55″ в. д.    |
| Немецкий читальный зал                                  | ул. Горького, 40 51°32′02″ с. ш. 46°01′55″ в. д.    |
| Отдел правовой и деловой информации                     | ул. Горького, 40 51°32′02″ с. ш. 46°01′55″ в. д.    |
| Центр информации и культуры англоязычных стран          | ул. Горького, 40 51°32′02″ с. ш. 46°01′55″ в. д.    |
| Интернет-центр                                          | ул. Горького, 40 51°32′02″ с. ш. 46°01′55″ в. д.    |
| Отдел технической литературы                            | ул. Челюскинцев, 99 51°32′07″ с. ш. 46°01′54″ в. д. |
| Отдел литературы по искусству                           | ул. Челюскинцев, 99 51°32′07″ с. ш. 46°01′54″ в. д. |
| Отдел краеведческой литературы                          | ул. Челюскинцев, 99 51°32′07″ с. ш. 46°01′54″ в. д. |
| Отдел сельскохозяйственной литературы                   | ул. Челюскинцев, 99 51°32′07″ с. ш. 46°01′54″ в. д. |
| Отдел литературы на иностранных языках                  | ул. Московская, 32 51°31′52″ с. ш. 46°02′53″ в. д.  |
| Французский читальный зал                               | ул. Московская, 32 51°31′52″ с. ш. 46°02′53″ в. д.  |